# Shicheng, Peking
Shicheng (kinesiska: 石城, 南石城) är en köping i Kina. Den ligger i stadsdistriket Miyun i Pekings storstadsområde, i den norra delen av landet, omkring 77 kilometer nordost om stadskärnan. Antalet invånare är 5 453. Befolkningen består av 2 688 kvinnor och 2 765 män. Barn under 15 år utgör 12,0 %, vuxna 15-64 år 73 %, och äldre över 65 år 14,0 %.